# イワン・ストロゴフ
イワン・ストロゴフ（Ivan Strogoff、本名：Omer van der Schüren、1939年3月12日 - 2009年11月）は、ベルギー出身のプロレスラー。
北米のイワン・コロフに先駆けるロシア人ギミックのパワーファイターとして、ヨーロッパ各国を主戦場にヒールのポジションで活躍した。

## 来歴
来日時のパンフレットでは、出身はベルギーだが両親はソビエト連邦からの移民であるとされる。スキンヘッドに口髭の巨漢ヒールとして欧州各国のトーナメントに出場し、1968年のハノーバー・トーナメントではレネ・ラサルテスや清美川と対戦。翌1969年5月18日、パリで行われたIWA世界タッグ王座の初代王者チーム決定戦にモンスター・ロシモフと組んで出場したが、豊登&ストロング小林に敗れ戴冠を逸した。
1970年3月、国際プロレスの『第2回ワールド・チャンピオン・シリーズ（第2回IWAワールド・シリーズ）』に初来日。欧州での因縁を残す清美川や小林、グレート草津、サンダー杉山、そして前回優勝者のビル・ロビンソンとも覇を争った。国際プロレスには1973年1月の『新春パイオニア・シリーズ』にもザ・プロフェッショナルやラリー・ヘニングらと共に再来日している。
その後、ヨーロッパでは1974年8月27日に、ドイツのミュンスターにてローラン・ボックと対戦。同年10月にミュンヘンで開催されたトーナメンではミル・マスカラスから勝利を収め、優勝のミシェル・ナドールと2位のボックに次ぐ3位の戦績を残した。以降、1970年代後半はドイツを活動拠点に、オットー・ワンツ、パット・ローチ、ビッグ・ジョン・クインらと抗争。1978年11月にはドルトムントにてドン・レオ・ジョナサンとの大型対決も行われた。
1980年代前半もドイツおよびオーストリアを主戦場に、ワンツが主宰していたCWA（キャッチ・レスリング・アソシエーション）などで活動。スティーブ・ライトやトニー・セント・クレアー、デビッド・テイラーなどの英国勢や、アメリカから遠征してきたエド・ウィスコスキーとも対戦した。
1984年8月には新日本プロレスへの参戦が発表されたが中止となり、11年ぶりの来日は実現しなかった。その後はリングを離れるも、1989年から1990年にかけて、CWAに単発出場していた。
2009年11月、70歳で死去。

## 得意技
- エルボー・スマッシュ
- ショルダー・クロー